# World Series of Poker 2016

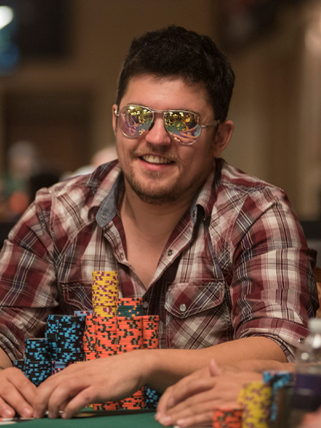
Valentin Vornicu aux World Series of Poker 2016

Les World Series of Poker 2016 sont la 47e édition des World Series of Poker, qui se déroule du 31 mai au 18 juillet 2016. Tous les tournois se déroulent au Rio All Suite Hotel and Casino de Las Vegas.
Le Colossus et l'organisation d'un tournoi en ligne, deux nouveautés introduites dans l'édition de 2015, sont reconduits.
Parmi les nouveautés introduites dans l'édition de 2016, figure l'organisation d'un tournoi disputé par équipes de 2 à 4 joueurs,.

## Tournois
| #  | Tournoi                                                     | Prix d'entrée | Inscrits | Gagnant               | Prix        | Second                                         |
| -- | ----------------------------------------------------------- | ------------- | -------- | --------------------- | ----------- | ---------------------------------------------- |
| 1  | Casino Employees No-limit Hold'em (single re-entry)         | 565 $         | 731      | Christopher Sand      | 75 157 $    | Kerryjane Craigie                              |
| 2  | Colossus II No-limit Hold'em (re-entry)                     | 565 $         | 21 613   | Benjamin Keeline      | 1 000 000 $ | Jiri Horak                                     |
| 3  | Seven Card Stud Championship                                | 10 000 $      | 87       | Robert Mizrachi       | 242 662 $   | Matt Grapenthien                               |
| 4  | Top Up Turbo No-limit Hold'em                               | 1 000 $       | 667      | Kyle Julius           | 142 972 $   | Bart Lybaert                                   |
| 5  | Dealer's Choice 6-Handed                                    | 1 500 $       | 389      | Lawrence Berg         | 125 466 $   | Yueqi Zhu                                      |
| 6  | No-limit Hold'em                                            | 1 500 $       | 2 016    | Peter Eichhardt       | 438 417 $   | Davis Aalvik                                   |
| 7  | No-limit 2-7 Draw Lowball (re-entry)                        | 1 500 $       | 279      | Ryan D'Angelo         | 92 338 $    | John Monnette                                  |
| 8  | H.O.R.S.E.                                                  | 1 500 $       | 778      | Ian Johns             | 212 604 $   | Justin Bonomo                                  |
| 9  | Heads Up No-limit Hold'em Championship                      | 10 000 $      | 153      | Alan Percal           | 320 574 $   | John Smith                                     |
| 10 | 6-Handed No-limit Hold'em                                   | 1 500 $       | 1 477    | Mike Cordell          | 346 088 $   | Pierre Neuville                                |
| 11 | Dealer's Choice 6-Handed Championship                       | 10 000 $      | 118      | Jean Gaspard          | 306 621 $   | William O'Neil                                 |
| 12 | Pot-limit Omaha (re-entry illimité)                         | 565 $         | 2 483    | Ryan LaPlante         | 190 328 $   | Sean Shah                                      |
| 13 | Seven Card Razz                                             | 1 500 $       | 461      | Rep Porter            | 142 624 $   | Michaël Gathy                                  |
| 14 | Millionaire Maker No-limit Hold'em                          | 1 500 $       | 7 190    | Jason DeWitt          | 1 065 403 $ | Garrett Greer                                  |
| 15 | Eight-game Mix (6-Handed)                                   | 1 500 $       | 491      | Paul Volpe            | 149 943 $   | Jason Stockfish                                |
| 16 | No-limit 2-7 Draw Lowball Championship (re-entry)           | 10 000 $      | 100      | Jason Mercier         | 273 335 $   | Mike Watson                                    |
| 17 | No-limit Hold'em                                            | 1 000 $       | 2 242    | Chase Bianchi         | 316 920 $   | Erik Silberman                                 |
| 18 | H.O.R.S.E.                                                  | 3 000 $       | 400      | Marco Johnson         | 259 730 $   | Jared Talarico                                 |
| 19 | Pot-limit Omaha                                             | 1 000 $       | 1 106    | Sam Soverel           | 185 317 $   | Kirby Lowery                                   |
| 20 | Seven Card Razz Championship                                | 10 000 $      | 100      | Ray Dehkharghani      | 273 338 $   | Jason Mercier                                  |
| 21 | 6-Handed No-limit Hold'em                                   | 3 000 $       | 1 029    | Calvin Lee            | 531 577 $   | Steven Thompson                                |
| 22 | Limit Hold'em                                               | 1 500 $       | 665      | Danny Le              | 188 815 $   | Scott Farnsworth                               |
| 23 | No-limit Hold'em                                            | 2 000 $       | 1 419    | Cesar Garcia          | 447 739 $   | Viliyan Petleshkov                             |
| 24 | H.O.R.S.E. Championship                                     | 10 000 $      | 171      | Jason Mercier         | 422 874 $   | James Obst                                     |
| 25 | No-limit Hold'em                                            | 2 500 $       | 1 045    | Michael Gagliano      | 448 463 $   | Daniel Cooke                                   |
| 26 | Omaha Hi-lo                                                 | 1 500 $       | 934      | Benny Glaser          | 244 103 $   | Benjamin Gold                                  |
| 27 | Seniors No-limit Hold'em Championship                       | 1 000 $       | 4 499    | Johnnie Craig         | 538 204 $   | Jamshid Lotfi                                  |
| 28 | Limit Hold'em Championship                                  | 10 000 $      | 110      | Ian Johns             | 290 635 $   | Sean Berrios                                   |
| 29 | No-limit Hold'em                                            | 1 500 $       | 1 796    | Alexander Ziskin      | 401 494 $   | Jens Grieme                                    |
| 30 | Six-Handed Pot-limit Omaha                                  | 3 000 $       | 580      | Viatcheslav Ortynskiy | 344 327 $   | Rafael Lebron                                  |
| 31 | Super Seniors No-limit Hold'em                              | 1 000 $       | 1 476    | James Moore           | 1 500 $     | Charles Barker                                 |
| 32 | Omaha Hi-lo Championship                                    | 10 000 $      | 163      | Benny Glaser          | 407 194 $   | Doug Lorgeree                                  |
| 33 | Summer Solstice No-Limit Hold'em                            | 1 500 $       | 1 840    | Adrián Mateos         | 409 171 $   | Koray Aldemir                                  |
| 34 | Limit 2-7 Triple Draw Lowball                               | 1 500 $       | 358      | Andrey Zaichenko      | 10 000 $    | Jameson Painter                                |
| 35 | Six-Handed No-limit Hold'em                                 | 5 000 $       | 541      | Michael Gathy         | 560 843 $   | Adrien Allain                                  |
| 36 | Mixed Omaha/Seven Card Stud Hi-lo                           | 2 500 $       | 394      | Hani Awad             | 213 186 $   | Fabrice Soulier                                |
| 37 | Pot-limit Omaha                                             | 1 500 $       | 776      | Jiaqi Xu              | 212 128 $   | Jeffrey Duvall                                 |
| 38 | 6-Handed Limit Hold'em                                      | 3 000 $       | 245      | Rafael Lebron         | 169 337 $   | Georgios Zisimopoulos                          |
| 39 | 6-Handed No-limit Hold'em Championship                      | 10 000 $      | 294      | Martin Kozlov         | 665 709 $   | Davidi Kitai                                   |
| 40 | Mixed Triple Draw Lowball (Limit)                           | 2 500 $       | 236      | Christopher Vitch     | 136 854 $   | Siegfried Stockinger                           |
| 41 | Monster Stack No-limit Hold'em                              | 1 500 $       | 6 927    | Mitchell Towner       | 1 120 196 $ | Dorian Rios                                    |
| 42 | Shootout No-limit Hold'em                                   | 3 000 $       | 400      | Phillip McAllister    | 267 720 $   | Kyle Montgomery                                |
| 43 | Seven Card Stud Hi-lo Championship                          | 10 000 $      | 136      | George Danzer         | 338 646 $   | Randy Ohel                                     |
| 44 | No-limit Hold'em                                            | 1 000 $       | 2 076    | Steven Wolansky       | 298 849 $   | Wenlong Jin                                    |
| 45 | Mixed No-limit Hold'em/Pot-limit Omaha                      | 1 500 $       | 919      | Loren Klein           | 241 427 $   | Dmitry Savelyev                                |
| 46 | Bounty No-limit Hold'em                                     | 1 500 $       | 2 158    | Kristen Bicknell      | 290 768 $   | Norbert Szecsi                                 |
| 47 | Limit 2-7 Triple Draw Lowball Championship                  | 10 000 $      | 125      | John Hennigan         | 320 103 $   | Michael Gathy                                  |
| 48 | No-limit Hold'em                                            | 5 000 $       | 524      | Ankush Mandavia       | 548 139 $   | Daniel Strelitz                                |
| 49 | Seven Card Stud                                             | 1 500 $       | 331      | Shaun Deeb            | 111 101 $   | Adam Friedman                                  |
| 50 | Shootout No-limit Hold'em                                   | 1 500 $       | 1 050    | Safiya Umerova        | 264 046 $   | Niall Farrell                                  |
| 51 | 8-Handed Pot-limit Omaha Championship                       | 10 000 $      | 400      | Brandon Shack-Harris  | 894 300 $   | Loren Klein                                    |
| 52 | No-limit Hold'em                                            | 3 000 $       | 1 125    | Andrew Lichtenberger  | 569 158 $   | Craig Blight                                   |
| 53 | Mixed Pot-limit Omaha 8 or Better & Big O                   | 1 500 $       | 668      | Allan Le              | 189 223 $   | Philipp Eirisch                                |
| 54 | Crazy Eights 8-Handed No-limit Hold'em (re-entry)           | 888 $         | 6 761    | Hung Le               | 888 888 $   | Michael Lech                                   |
| 55 | Poker Players Championship (6-handed)                       | 50 000 $      | 91       | Brian Rast            | 1 296 097 $ | Justin Bonomo                                  |
| 56 | No-limit Hold'em                                            | 1 500 $       | 1 860    | David Peters          | 412 557 $   | Cathal Shine                                   |
| 57 | Pot-limit Omaha Hi-lo                                       | 1 500 $       | 732      | David Nowakowski      | 203 113 $   | Timothy Vukson                                 |
| 58 | No-limit Hold'em                                            | 1 000 $       | 1 397    | Corey Thompson        | 221 163 $   | Enrico Rudelitz                                |
| 59 | No-limit Hold'em                                            | 5 000 $       | 863      | Yue Du                | 800 586 $   | Michael Gentili                                |
| 60 | Seven Card Stud Hi-lo                                       | 1 500 $       | 521      | David Prociak         | 156 546 $   | Brandon Shack-Harris                           |
| 61 | Tag Team No-limit Hold'em                                   | 1 000 $       | 863      | Ryan Fee et Doug Polk | 76 679 $    | Niel Mittelman, Adam Greenberg et Gabriel Paul |
| 62 | High Roller Pot-limit Omaha (8-Handed)                      | 25 000 $      | 184      | Jens Kyllonen         | 1 127 035 $ | Tommy Le                                       |
| 63 | No-limit Hold'em                                            | 1 000 $       | 2 452    | Tony Dunst            | 339 254 $   | Jason Rivkin                                   |
| 64 | Pot-limit Omaha Hi-lo                                       | 3 000 $       | 473      | Kyle Bowker           | 294 960 $   | Kate Hoang                                     |
| 65 | Ladies No-limit Hold'em Championship                        | 10 000 $      | 819      | Courtney Kennedy      | 149 108 $   | Amanda Baker                                   |
| 66 | WSOP.com Online No-limit Hold'em (re-entry)                 | 1 000 $       | 1 247    | Clayton Maguire       | 210 279 $   | Simeon Naydenov                                |
| 67 | High Roller for One Drop No-limit Hold'em (single re-entry) | 111 111 $     | 183      | Fedor Holz            | 4 981 775 $ | Dan Smith                                      |
| 68 | Main Event No-limit Hold'em Championship                    | 10 000 $      | 6 737    | Qui Nguyen            | 8 005 310 $ | Gordon Vayo                                    |
| 69 | Little One for One Drop No-limit Hold'em                    | 1 111 $       | 4 360    | Michael Tureniec      | 525 520 $   | Calvin Anderson                                |